# 虎字碑 (貢寮)
虎字碑，是位於臺灣新北市貢寮區福隆里草嶺古道埡口上、刻有虎字的石碣，列為新北市市定古蹟。

## 環境
同治五年（1866年），年僅二十多歲的劉明燈剿太平軍有功，被閩浙總督左宗棠舉奏調任臺灣鎮總兵，於同治六年（1867年）、同治七年（1868年）先後在草嶺古道、坪林跑馬古道各立了一座虎字碑。
其中位在新北市和宜蘭縣界交會之處、草嶺古道頂端的虎字碑，距劉明燈所寫的雄鎮蠻煙碑相距約一公里半，步行約十餘分鐘行程；距魷魚公廟步行僅數分鐘。該處北屬於貢寮區福隆里；南屬於頭城鎮大里里。處於風口的虎字碑，北迎太平洋東北季風，南接雙溪望遠坑谷風。一年之中，時當農歷九月十月，以南風轉北風的那日天最烈。

## 外觀
草嶺虎字碑材質為砂質硬岩，高一百五十公分，寬七十五公分。碑面約呈六十斜度。中間虎字寬四十公分、高一公尺。右上角書「同治六年冬」；左下角書「臺鎮使者劉明燈書」。與坪林虎字碑比較，草嶺的虎字左上角較圓順，因此後者被視作母虎。草嶺當地居民稱此虎字為「一字筆」，豎看似「立虎」，橫看若「奔虎」。坪林文史工作者楊超銘認為書寫反映了劉明燈不同的心境，草嶺的時候心境平和，次年因要出征，坪林的有粗獷豪邁的氣魄。
1968年左右，書法家白玉崢在該碑旁刻上金文的虎，又以甲骨文刻上「登此嵯峨西望我鄉哀哉我鄉赤炎為禍」。當地則傳言二十世紀中葉時，有位頭城某校校長曾在碑旁刻上數字，後來竟一週內猝死。後來白玉崢去世後數年，2015年有民眾在此碑刻上白玉崢名字，被認為是惡作劇，以蘆葦擦拭去除。當時宜蘭縣文化局副局長宋隆全表示沒有聽過甲骨文是白玉崢所刻；東北角管理處長方正光則聽說是在戰後時期有外省老兵行經虎字碑，因懷念家鄉才在碑上刻下。

## 拓碑
一般喜愛登山郊遊人士，都利用星期假日成群結隊登臨草嶺，並在此字碑旁攝影，或用宣紙描繪作為永久留念。因此地經常強風，拓碑時風常會從碑斜面直掀搨紙。
因傳說此石刻字是劉明燈為了鎮風鎮邪之用，當地人認為此拓印可抗風禦邪鎮宅消災，用來懸掛雞舍豬寮可辟雞癘豬瘟、掛在眠床頭可馴妻、泡水洗澡能治療皮膚毒、研碎熨貼於腮部來治療豬頭肥等。過去負責颱風假的行政院人事行政局辦公室也放有此拓字，以祈求鎮風。宜蘭傳說此碑讓宜蘭人被「鎮得七葷八素」，因此相傳游錫堃任縣長時，專程上山拜虎字碑，以希望解除「人才被鎮住」的魔咒。
拓碑者會以硬物敲擊宣紙，長久以來使石碑字跡斑落，東北角海岸風景特定區管理處在1984年10月9日於碑旁豎立警告標誌，但當日即發現宜蘭縣黎明國小高年級學生拓碑，經管理處人員禁止。管理單位規定未經許可而來拓碑者，依《文化資產保存法》罰鍰。後來1997年5月31日，大里天公廟旁的大里遊客服務中心啟用時，就放了此碑的複製品，提供旅客拓碑。大里遊客中心也載明拓印正確方法，讓遊客得以拓碑，又可保護真品。
此外基隆河畔的八堵橋邊也有複製品；宜蘭縣羅東鎮北成國小碑文廣場則有縮小版；劉明燈的故鄉張家界亦擺了復刻物。

## 資產
文建會文化資產委員會在1982年12月27日下午，通過內政部提交、包含虎字碑的暫定第一級國家級古蹟名單，並預計下月開始勘查。次年3月20日，文建會國家級古蹟評鑑小組，以三個半小時徒步跋涉草嶺古道，勘查雄鎮蠻煙碑、與已被刻字圖繪的虎字碑。1985年時被公告為國家三級古蹟。

## 相關虎字碑
- 坪林虎字碑:位於臺灣新北市坪林區水德里坪林茶業博物館內，刻有虎字的石碑。
- 大里虎字碑:位於大里遊客中心的貢寮虎字碑複製品，提供旅客拓碑。